# آمنة بنت عبد العزيز آل ثاني
الشيخة آمنة بنت عبد العزيز بن جاسم آل ثاني هي سيدة أعمال قطرية وهي رئيسة قسم تطوير المتاحف والتراث في متاحف قطر والمديرة السابقة لمتحف قطر الوطني .

## التعليم
حصلت الشيخة آمنة على درجة البكالوريوس في إدارة الأعمال واللغة الإنجليزية من جامعة كارنيجي ميلون. حصلت أيضًا على درجة الماجستير في علم الاجتماع من كلية لندن للاقتصاد.  

## الحياة المهنية
في عام 2013 تم تعيينها مديرة لمتحف قطر الوطني الذي كان قيد الإنشاء آنذاك.  لقد قامت سابقًا بتنسيق اللجنة التوجيهية للمتحف المستقبلي.  افتتح متحف قطر الوطني في عام 2019، وتولت الشيخة آمنة منصب مديرته.   تم تطوير المتحف بالتعاون مع الشعب القطري على مدى العقد السابق لافتتاحه.  ومن خلال التشاور، تم تطوير المواضيع التي تم استخدامها في التصميم النهائي للمتحف. ومع ذلك، قالت الشيخة آمنة إن هذا "ليس عرضًا لمجموعة. بل هو رحلة - ومثل أي رحلة حقيقية، فهو لا يأخذ الناس من مكان إلى آخر فحسب".  كما وصفت كيف أن "قصة شعب قطر" هي محور تفسير المتحف.   كما طلب المتحف الجديد من القطريين تقديم مساهمات معاصرة لإضافتها إلى مجموعة المتحف.  في عام 2020، تعاونت مع جامعي التحف والمؤرخين لعرض تاريخ السيارات في قطر في معرض بالمتحف.  
قبل عملها في المتحف الوطني في قطر، عملت الشيخة آمنة في قسم الخدمات المصرفية الاستثمارية في جولدمان ساكس في مركز قطر المالي.  كما شغلت منصب مدير المالية والاستراتيجية لمكتب سعادة الشيخة المياسة بنت حمد بن خليفة آل ثاني ، رئيسة مجلس إدارة متاحف قطر. 
بالإضافة إلى عضويتها في مجلس إدارة مجموعة التعلم العالمية (WCL Group) في الشرق الأوسط، وعضوية اللجنة الاستشارية الصناعية لمركز المواد المتقدمة (CAM) في جامعة قطر. 
في عام 2018 انضمت إلى مجلس إدارة مجلة أبحاث التفسير. 
وهي أيضًا رئيسة المجلس الدولي للمتاحف (iCOM) في قطر. 
في عام 2022، تم تعيين الشيخة آمنة نائبًا للرئيس التنفيذي للمتاحف والمجموعات وحماية التراث في متاحف قطر، بينما شاركت أيضًا في افتتاح متحف قطر الأولمبي والرياضي 3-2-1 .    وفي فبراير 2024، تم استبدال الشيخة آمنة من منصب مدير متحف قطر الوطني ليحل محلها الشيخ عبد العزيز حمد آل ثاني، وتم تعيين الشيخة آمنة رئيسًا لقسم تطوير المتاحف والتراث في متاحف قطر.  